# Тестостерон
Тестостеро́н (от «тестикулы», «стерол» и «кетоны») — основной половой гормон (андроген) мужских особей позвоночных, отвечающий за развитие внешних гениталий, регулирующий работу придаточных половых желёз и оказывающий влияние на развитие вторичных половых признаков, которые у позвоночных нередко зависят от андрогенов. В той или иной степени является стимулом полового поведения животных. Является одним из самых хорошо изученных гормонов.
У приматов, как и у большинства позвоночных, синтезируется из холестерина клетками Лейдига под воздействием лютеинизирующего гормона у мужских особей, а также в небольших количествах яичниками у женских и корой надпочечников у обоих полов. Является прогормоном, внутриклеточно превращается в эстрадиол под действием фермента ароматаза или дигидротестостерон под действием фермента 5-α-редуктаза. Тестостерон через метаболит дигидротестостерон отвечает за вирилизацию у мальчиков и андрогенизацию у девочек. У мужчин уровень циркулирующего тестостерона в 15-20 раз выше, чем у детей или женщин любого возраста.
Совместно с ФСГ тестостерон регулирует сперматогенез через влияние на клетки Сертоли, а также влияет на развитие костной и мышечной ткани. Уровень тестостерона у мужчины может существенно влиять на его настроение. В женском организме он выполняет функцию распределения жировой ткани, регулирует половое влечение и сексуальное здоровье, отвечает за созревание фолликула во время овуляции.

## История изучения
Начало исследований в области химии и фармакологии гормонов относится к 1920-м годам. В 1935 году Эрнст Лакер выделил тестостерон из яичек быка, в том же году немецкий химик Бутенандт получил и описал структуру тестостерона, а неделей позже югославский химик Леопольд Ружичка осуществил его частичный синтез из холестерина.
«Новая» история применения андрогенов стала развиваться стремительно и громко. В 1939 году Леопольд Ружичка и Адольф Бутенандт получают Нобелевскую премию за открытие метода синтеза тестостерона из холестерина.

## Биологический синтез

Биосинтез стероидных гормонов

Исходным веществом для биосинтеза тестостерона в клетках Лейдига является холестерин (холестерол), который может обрабатываться двумя различными путями. Последний этап, восстановление андростендиона, катализируемое ферментом тестостерон-17β-дегидрогеназа.
У животных, у которых многоплодные роды являются нормой, а также у большинства млекопитающих, уровень тестостерона у взрослых во многом зависит от положения плода в матке. Плоды, находящиеся в утробе матери между двумя самками, позже будут иметь более низкую концентрацию тестостерона, чем те, которые находятся между двумя самцами. В результате у взрослых животных проявляются совершенно разные модели поведения.
Среди представителей животного мира, наивысший уровень тестостерона в крови отмечается у африканских слонов (64,4 нг/мл), среди рыб — у самцов тупорылой акулы (358 нг/мл).

## Активность тестостерона
Сам тестостерон биологически малоактивен и слабо связывается с андрогенными рецепторами (является фактически прогормоном), и, прежде чем подействовать на андрогенные рецепторы клеток органов-мишеней, он должен подвергнуться непосредственно в клетках восстановлению в 5α-позиции углеродного скелета с помощью фермента 5α-редуктазы. При этом образуется биологически активная форма тестостерона — дигидротестостерон. Дигидротестостерон может биосинтезироваться не только из тестостерона, но и метаболическим путём, который не включает тестостерон в качестве промежуточного звена, а вместо этого проходит через другие промежуточные звенья. Этот метаболический путь называется «обходной путь биосинтеза андрогенов».

## У человека

### Уровень тестостерона
Уровень тестостерона зависит, в первую очередь, от возраста, а также от множества таких факторов, как физическая активность, образ жизни человека, питание, приём лекарственных препаратов и других.
Уровень тестостерона в сыворотке крови здорового мужчины подвержен суточным колебаниям и следует циркадному ритму, при этом уровень достигает максимума рано утром и минимума во второй половине дня.
Общий уровень тестостерона в организме человека составляет от 264 до 916 нг/дл (нанограмм на децилитр) у не страдающих ожирением европейских и американских мужчин в возрасте от 19 до 39 лет, в то время как средний уровень тестостерона у взрослых мужчин составляет 630 нг/дл. Несмотря на то, что он обычно используется в качестве эталонного диапазона, некоторые врачи оспаривают использование этого диапазона для определения гипогонадизма. Несколько профессиональных медицинских групп рекомендовали считать 350 нг/дл минимальным нормальным уровнем, что согласуется с предыдущими выводами. Уровни тестостерона у мужчин снижаются с возрастом. У женщин средний уровень общего тестостерона составляет 32,6 нг/дл. У женщин с гиперандрогенией средний уровень общего тестостерона составляет 62,1 нг/дл.
Очевидно, существует корреляция между продолжительностью сна и уровнем тестостерона. Например, в исследовании, проведенном с участием 800 здоровых мужчин всех возрастов, при увеличении средней продолжительности сна (измеряемой в течение трех недель) уровень тестостерона сначала повысился, достиг пика примерно через восемь часов и, что удивительно, сразу после этого снова резко упал. Хотя увеличение объясняется увеличением выработки гормонов, особенно во время сна, его снижение до сих пор остается необъяснимым. Уровень тестостерона постоянно снижается с возрастом. Само по себе это изначально не имеет значения для болезни. Лечение показано только в том случае, если оно сопровождается симптомами дефицита тестостерона (гипогонадизм). При наличии гипогонадизма может быть показана заместительная терапия, даже при более высоких уровнях.
Цинк способствует повышению тестостерона. Добавка цинка нормальным пожилым мужчинам с незначительным дефицитом цинка в течение шести месяцев приводила к повышению уровня тестостерона. Ограничение цинка в рационе у нормальных молодых мужчин было связано со значительным снижением концентрации тестостерона.

### Свойства

Тестостерон

Тестостерон участвует в развитии мужских половых органов, вторичных половых признаков; регулирует сперматогенез и половое поведение, а также оказывает влияние на азотистый и фосфорный обмен. Биологическое действие тестостерона наиболее специфично проявляется в тканях-мишенях, где происходит его избирательное накопление: в клетках семенных канальцев, придатке яичка, предстательной железе, семенных пузырьках, гипоталамусе, матке, овариальных фолликулах. Синтез и секреция тестостерона регулируются лютеинизирующим и фолликулостимулирующими гормонами гипофиза.

Тестостерон

Андрогенная активность тестостерона проявляется в период внутриутробного развития эмбриона (с 14-й недели). В женском организме тестостерон синтезируется яичниками, превращаясь в клетках зреющего фолликула в эстрогены, способствует развитию молочных желёз (концентрация его во время беременности увеличивается). Повышенная секреция гормона надпочечниками приводит к нарушению генеративной функции яичников, а также вирилизации.
В разных клинических лабораториях нормы содержания тестостерона могут изменяться в зависимости от метода определения. В большинстве лабораторий нормой тестостерона является 11-33 нмоль/л  у мужчин и 0,24—3,8 нмоль/л у женщин.
В медицинской практике применяют препараты тестостерона (например, тестостерона пропионат) либо его синтетические аналоги при гипофункции яичек и связанных с этим нарушениях — половом недоразвитии, функциональных нарушениях в половой сфере у подростков, при первичном евнухоидизме и гипогонадизме и в других случаях.
Избыток тестостерона часто является причиной различных проблем с кожей (например, акне, себорея и т. д.).
Тестостерон также используют спортсмены для набора мышечной массы и силы. Длительное его применение вызывает снижение секреции собственного тестостерона. Однако для устранения данного побочного эффекта спортсмены проводят послекурсовую терапию, на которой принимают различные препараты для восстановления выработки собственного гормона.
Кроме этого, синтетический тестостерон используют при гормонально-заместительной терапии (ГЗТ) для мужчин старшего возраста, у которых наблюдается пониженный уровень мужского полового гормона. Для данной терапии чаще всего используют не чистый тестостерон, а с добавлением эфиров. Эфиры помогают поддерживать необходимый уровень гормона на протяжении длительного периода времени. Существует множество эфиров, среди которых:
- тестостерон ципионат;
- тестостерон энантат;
- тестостерон пропионат;
- тестостерон фенил пропионат;
- и др[29].

### Мужчины
У мужчин более высокий уровень тестостерона связан с периодами сексуальной активности.
У мужчин, которые смотрят сексуально откровенные фильмы, уровень тестостерона в среднем увеличивается на 35 %, достигая максимума через 60-90 минут после окончания фильма, но у мужчин, которые смотрят сексуально нейтральные фильмы, увеличения не наблюдается. Мужчины, которые смотрят сексуально откровенные фильмы, также сообщают о повышенной мотивации, конкурентоспособности и снижении утомления в момент просмотра. Была также обнаружена связь между расслаблением после сексуального возбуждения и уровнем тестостерона.
Некоторые исследования утверждают, что уровень тестостерона незначительно повышается при воздержании. Однако стоит учитывать, что проводились они при очень маленьком размере выборки, и ученной[какой?] группы. С другой стороны, исследование уровня тестостерона у пожилых людей показывает, что при частых половых актах и мастурбации уровень тестостерона повышается..
У мужчин уровень тестостерона — гормона, который, как известно, влияет на мужское брачное поведение — изменяется в зависимости от того, подвержен ли он запаху овулирующей или неовулирующей женщины. Мужчины, подвергающиеся воздействию запахов овулирующих женщин, поддерживали стабильный уровень тестостерона, который был выше, чем уровень тестостерона у мужчин, подвергшихся воздействию неовуляционных сигналов.

### Женщины
Андрогены могут модулировать физиологию влагалищной ткани и способствовать сексуальному возбуждению женских половых органов. Уровень тестостерона у женщин выше, когда измеряется до полового акта и до объятий, а также после полового акта и после объятий.
Сексуальные мысли также изменяют уровень тестостерона, но не уровень кортизола в женском организме, и гормональные контрацептивы могут влиять на изменение реакции тестостерона на сексуальные мысли.
Тестостерон может оказаться эффективным средством для лечения женских расстройств сексуального возбуждения и доступен в виде пластыря.
ИААФ в 2018 году опубликовала новые правила для спортсменок с высоким уровнем тестостерона.

### Романтические отношения
Влюбленность связана со снижением уровня тестостерона у мужчин, в то время как для уровня тестостерона у женщин наблюдаются смешанные изменения. Было предположение, что эти изменения в тестостероне приводят к временному уменьшению различий в поведении между полами. Однако наблюдаемые изменения уровня тестостерона, по-видимому, не сохраняются по мере развития отношений с течением времени.
Мужчины, которые вырабатывают меньше тестостерона, с большей вероятностью состоят в отношениях или состоят в браке, а мужчины, которые вырабатывают больше тестостерона, с большей вероятностью разводятся. Брак или обязательства могут привести к снижению уровня тестостерона. У одиноких мужчин, у которых не было опыта отношений, уровень тестостерона ниже, чем у одиноких мужчин с опытом. Предполагается, что эти одинокие мужчины с предыдущим опытом находятся в более конкурентном состоянии, чем их неопытные коллеги. У женатых мужчин, которые занимаются поддержанием связи, например, проводят день со своей супругой и/или ребёнком, уровень тестостерона не отличается от того, когда они не занимаются такой деятельностью. В совокупности эти результаты свидетельствуют о том, что наличие соревновательной деятельности, а не деятельности по поддержанию связей, более важно для изменений уровня тестостерона.
Мужчины, которые вырабатывают больше тестостерона, более склонны к внебрачному сексу. Уровень тестостерона не зависит от физического присутствия партнера; уровни тестостерона у мужчин, вступающих в отношения в одном городе и на расстоянии, схожи. Физическое присутствие может потребоваться женщинам, состоящим в отношениях, для взаимодействия тестостерон-партнер, когда у женщин, живущих в одном городе с партнёром, уровень тестостерона ниже, чем у женщин, живущих на расстоянии.

#### Отцовство
Отцовство снижает уровень тестостерона у мужчин, предполагая, что эмоции и поведение, связанные со снижением уровня тестостерона, способствуют отцовской заботе. У людей и других видов, которые используют алломатеральную заботу, отцовские инвестиции в потомство полезны для выживания упомянутого потомства, потому что это позволяет двум родителям воспитывать нескольких детей одновременно. Это повышает репродуктивную пригодность родителей, потому что их потомство с большей вероятностью выживет и размножится. Отцовская забота повышает выживаемость потомства за счет расширения доступа к более качественной пище и снижения физических и иммунологических угроз. Это особенно полезно для людей, поскольку потомство зависит от родителей в течение длительных периодов времени, а у матерей относительно короткие интервалы между родами.
В то время как степень отцовской заботы варьируется в разных культурах, было замечено, что более высокие инвестиции в непосредственный уход за детьми коррелируют с более низкими средними уровнями тестостерона, а также временными колебаниями. Например, было обнаружено, что колебания уровня тестостерона, когда ребёнок находится в бедственном положении, указывают на стиль отцовства. Если уровень тестостерона у отца снижается в ответ на плач ребёнка, это свидетельствует о сочувствии к ребёнку. Это связано с усилением воспитательного поведения и лучшими результатами для младенца.

### Мотивация
Уровень тестостерона играет важную роль в принятии рисков при принятии финансовых решений.

### Связь агрессии и доминирования с тестостероном
Большинство исследований подтверждает связь между преступностью среди взрослых и тестостероном. Почти все исследования подростковой преступности и тестостерона не являются значимыми. Большинство исследований также обнаружило, что тестостерон связан с поведением или личностными чертами, связанными с преступностью, такими, как антиобщественное поведение и алкоголизм. Также было проведено множество исследований взаимосвязи между более общим агрессивным поведением и чувствами с тестостероном. Около половины исследований выявило взаимосвязь, а около половины — отсутствие связи.
Несколько исследований показывают, что производное тестостерона эстрадиол (одна из форм эстрогена) может играть важную роль в мужской агрессии. Исследования также показали, что тестостерон способствует агрессии, модулируя рецепторы вазопрессина в гипоталамусе.
Исследования также показали, что у некоторых участников применение тестостерона усиливает словесную агрессию и гнев.
Тестостерон значительно коррелирует с агрессией и конкурентным поведением и напрямую поддерживается последним. Есть две теории о роли тестостерона в агрессии и конкуренции. Первая гипотеза о том, что тестостерон будет увеличиваться в период полового созревания, способствуя тем самым репродуктивному и конкурентному поведению, которое будет включать агрессию. Проведённые исследования выявили прямую корреляцию между тестостероном и доминированием, особенно среди наиболее жестоких преступников в тюрьме, которые имели самые высокие уровни тестостерона. В том же исследовании также было установлено, что отцы (находящиеся вне конкурентной среды) имели самый низкий уровень тестостерона по сравнению с другими мужчинами.
Вторая теория похожа на первую и известна как «эволюционная нейроандрогенная (ЭНА) теория мужской агрессии». Тестостерон и другие андрогены эволюционировали для того, чтобы сделать мозг более мужественным, чтобы мужчина был конкурентоспособным даже при риске причинения вреда самому себе и другим людям. Таким образом, люди с мужественным мозгом, в результате воздействия тестостерона и андрогенов в периоды внутриутробного развития и взрослой жизни, повышают свои способности приобретения ресурсов, чтобы выживать, как можно чаще привлекать партнёров противоположного пола и совокупляться с ними. Маскулинизация головного мозга опосредована не только уровнем тестостерона на стадии взросления, но и воздействием тестостерона в утробе матери как у плода. Более высокий внутриутробный тестостерон обозначен низким соотношением длин пальцев. Также, уровни тестостерона у взрослых повышают риск фолов и агрессии среди мужчин-футболистов. Исследования также обнаружили, что более высокий внутриутробный тестостерон и более низкий пальцевый индекс коррелируют с более высокой агрессией у мужчин.
Субъекты, которые взаимодействовали с короткоствольным оружием и экспериментальной игрой, показали рост тестостерона и агрессии. Тестостерон вызывает агрессию, активируя подкорковые области в мозге, которые могут также подавляться социальными или семейными нормами, в то же время проявляясь в различных ситуациях, проявляясь через мысли, гнев, словесную агрессию, конкуренцию, доминирование и физическое насилие. Тестостерон ослабляет эмпатию и увеличивает влечение к жестоким и насильственным сигналам у мужчин. Специфическая структурная характеристика мозга тестостерона может предсказать агрессивное поведение людей.
Связь между тестостероном и агрессией также может функционировать косвенно, поскольку было высказано предположение, что тестостерон не усиливает тенденции к агрессии, а скорее усиливает любые тенденции, которые позволяют человеку поддерживать социальный статус в случае возникновения проблем. У большинства животных агрессия является средством поддержания социального статуса. Однако у людей есть несколько способов получить социальный статус. Это может объяснить, почему некоторые исследования обнаруживают связь между тестостероном и просоциальным поведением, если просоциальное поведение вознаграждается социальным статусом. Таким образом, взаимосвязь между тестостероном и агрессией связана с тем, что она вознаграждается социальным статусом.

### Побочные эффекты
Передозировка производных тестостерона может вызвать гиперсексуальность, огрубление голоса и избыточный рост волос на лице, туловище и конечностях. У женщин возможна клиторомегалия.
Исследование на пожилых людях геля, содержащего тестостерон, остановили досрочно в связи с возросшим риском сердечно-сосудистых осложнений. Также есть данные, что приём тестостерона повышает риск развития рака предстательной железы. По причине этих и других побочных действий его следует назначать только тем пациентам, у кого имеются явные симптомы гормональной недостаточности, подтверждённые лабораторными тестами, и повышать уровень тестостерона рекомендуется лишь до средней нормы соответствующего возраста: пытаться вернуть его к значениям, нормальным для 18-летнего подростка, нежелательно.
Кроме того, при поступлении в организм тестостерона извне собственная выработка этого гормона снижается, и в случае отмены лечения уровень тестостерона может стать ещё ниже, чем до начала лечения.

### Экзогенные влияния
Острая интоксикация алкоголем в низких дозах вызывает повышение уровня тестостерона у мужчин, а высокие дозы его снижают (хронический алкоголизм приводит к постоянно сниженному уровню). У женщин приём алкоголя повышает как уровень тестостерона, так и эстрогена.